# بت سبيرت
بٍت سبيرت (بالإنجليزية:  BitSpirit)‏ هو برنامج حاسوبي مجاني لتنزيل ملفات تورنت. يعمل على ويندوز ومكتوب بلغة برمجة سي بلص بلص. يستطيع المستخدم للبرنامج ان يحدد عدد التشابكات الخارجة والداخلة له، وأيضا سرعات التنزيل والرفع. بالنسبة للمنفذ فيمكن الاختيار بين وضع منفذ دائم أو منفذ متغير عشوائيا في كل مرة يفتح فيها البرنامج. عند اختيار مهمة تنزيل في البرنامج فاه يعطي صناديق للاختيارات متنوعة. فهناك صندوق لاختيار ملف التورنت المراد تنزيله، وهناك صندوق لاختيار تصنيف الملف أكان فلم أو لعبة أو برنامج وغير ذلك. بالإضافة لوجود خيار لنوع العملية التي ستطبق على ذلك الملف والعمليات الموجودة هي إما تنزيل للملف أو تزويد له.